# 337 (număr)
337 (trei sute treizeci și șapte) este numărul natural care urmează după 336 și precede pe 338 într-un șir crescător de numere naturale.
Este un număr prim de tip mirp; de asemenea, este prim permutabil și număr stelat.